# Боливија на Светском првенству у атлетици на отвореном 2013.
Боливија је учествовала на Светском првенству у атлетици на отвореном 2013. одржаном у Москви од 10. до 18. августа четрнаести пут, односно учествовала је на свим првенствима до данас. Репрезентација Боливије је имала две такмичарке које су се такмичиле дисциплини 20 км ходање.,
На овом првенству атлетичари Боливије нису освојили ниједну медаљу. Није било нових националних, личних и рекорда сезоне.

## Учесници
Жене:
- Венди Корнехо — 20 км ходање
- Анхела Кастро — 20 км ходање

## Резултати

### Жене
| Атлетичар     | Дисциплина   | Лични рекорд | Квалификације | Квалификације | Полуфинале | Полуфинале | Финале   | Финале       | Детаљи |
| Атлетичар     | Дисциплина   | Лични рекорд | Резултат      | Место         | Резултат   | Место      | Резултат | Место        | Детаљи |
| ------------- | ------------ | ------------ | ------------- | ------------- | ---------- | ---------- | -------- | ------------ | ------ |
| Венди Корнехо | 20 км ходања | 1:35:37      |               |               |            |            | 1:36:06  | 46 / 57 (62) |        |
| Анхела Кастро | 20 км ходања | 1:36:06      | 1:36:33       | 50 / 57 (62)  |            |            |          |              |        |